# Ejército Republicano Irlandés Oficial
El término Ejército Republicano Irlandés Oficial o IRA Oficial (OIRA en inglés) se refiere a una de las organizaciones nacionalistas armadas resultantes de la división del Ejército Republicano Irlandés (IRA) en 1969-1970 (la otra fue el IRA Provisional). Ambas continuaron refiriéndose a sí mismas como Ejército Republicano Irlandés (inglés: Irish Republican Army; gaélico: Óglaigh na hÉireann), negando la legitimidad de la otra. La ruptura tuvo repercusiones en todo el movimiento republicano, cuando su mayor partido político, el Sinn Féin, se dividió asimismo en sendas ramas oficial y provisional. En los años siguientes la rama oficial derivó hacia la izquierda política, para finalmente cambiar su nombre en 1982, de Sinn Féin-Oficial a Partido de los Trabajadores de Irlanda (PTI). 

## Antes de 1969: raíces de la escisión

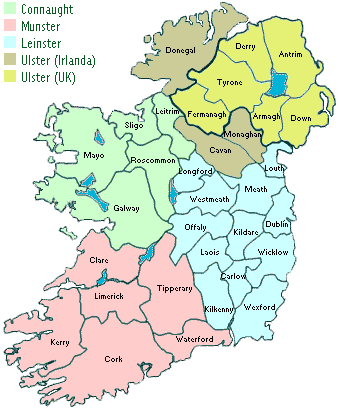
División de Irlanda tras el Tratado Anglo-Irlandés de 1921. Al norte, los seis condados que conforman la provincia británica.

El IRA había sufrido numerosas fracturas desde su formación en 1918 y su papel en la Guerra anglo-irlandesa. La más importante fue el cisma entre los sectores pro y anti Tratado Anglo-Irlandés de 1921, que provocó el estallido de la guerra civil irlandesa (1922-1923). A partir de 1923 el IRA pasó a ser el brazo armado del Sinn Féin, partido anti Tratado que se oponía a la partición de la isla. El Sinn Féin y el IRA intentaron en varias ocasiones provocar la insurrección contra los gobiernos de Irlanda e Irlanda del Norte, pero no lograron el apoyo popular. Durante la Segunda Guerra Mundial ambas organizaciones establecieron contacto con el Abwehr, la inteligencia militar alemana, pero todos los intentos de la Kriegsmarine de proporcionar armas a los irlandeses fracasaron. En los años 1942-1944 el IRA lanzó una Campaña en el Norte, atacando objetivos irlandeses y británicos en la isla. El fracaso de esta campaña fue seguido por el de la Campaña Fronteriza (1956-1962).
Ante sus continuos fracasos, el IRA decidió buscar nuevos frentes. En los años 1960, los movimientos pro derechos humanos y civiles captaron la atención de la prensa en muchos países, tomando varias formas, violentas y no violentas. Las asociaciones marxistas y socialistas crearon agitación social en pro de los derechos civiles, e Irlanda no fue una excepción. Un foro de intelectuales irlandeses residentes en Gran Bretaña fundó en 1938 la Asociación Connolly en honor del republicano socialista James Connolly. Hasta los años 60, la Asociación Connolly tuvo mucha influencia entre los altos cargos del IRA, especialmente en Cathal Goulding, jefe de su Estado Mayor a partir de 1962. Goulding y otros militantes marxistas eran firmes defensores de las ideas de la lucha de clases en Irlanda del Norte, negándose a condenar a la mayoría protestante en Úlster. Las divisiones sectarias entre protestantes y católicos eran, según Goulding, la herramienta usada por los británicos para mantener la dominación imperialista de la isla.

## Los provos se alzan contra Goulding
En el verano de 1969 estallaron serios disturbios en Irlanda del Norte, en los que grupos de católicos se manifestaron contra la discriminación sistemática de la que eran objeto por parte de la población protestante del Úlster. La "estación de las marchas" de la Orden de Orange protestante, una serie de manifestaciones consideradas provocaciones por los católicos a través de las ciudades y barrios del Úlster desencadenó en Derry la denominada Batalla del Bogside. Los partidarios de Cathal Goulding se negaron a distribuir armas entre los católicos, temiendo que su implicación directa en el conflicto pudiera atraer el rechazo de grupos protestantes que podrían apoyar la causa republicana. Sin embargo, la política de Goulding se reveló equivocada, ya que el apoyo al IRA dentro del sector protestante era insignificante y limitado a círculos muy liberales.

### Agosto de 1969
Los disturbios se produjeron sobre todo en las ciudades norirlandesas de Derry y Belfast. Decenas de personas murieron y barrios enteros fueron incendiados. Entre el 14 y el 15 de agosto alborotadores lealistas, apoyados en algunos casos por la RUC, prendieron fuego a calles católicas en Belfast. Los miembros locales del IRA, como Joe Cahill y Billy McKee, veían con indignación cómo sus superiores se negaban a proporcionarles armamento; finalmente rechazaron la autoridad de Cathal Goulding y de su Estado Mayor. Un motivo más de ruptura entre Goulding y los rangos inferiores fue la actitud burlona en barrios nacionalistas hacia la organización (un popular grafiti de la época rezaba I Ran Away, Me escabullí, jugando con las siglas del IRA). Más perjudicial aún para la organización fue la alegría, al menos inicial, con que los católicos recibieron la entrada de tropas británicas en sus barrios para restaurar la paz.

### La ruptura se ensancha
Goulding encontró oponentes de otros frentes con el paso de tiempo, militantes importantes tales como uno de sus predecesores, Ruairi O'Bradaigh o el veterano Sean MacStiofain. Goulding había propuesto reconocer a Irlanda del Norte y la República como entidades separadas hasta que las presiones de la población civil en el Norte agotaran al gobierno en Londres. Para los más radicales dicha estrategia habría sido un abandono del espíritu guerrero del IRA, y una rendición a las tácticas electoralistas. En diciembre de 1969, según el Ard fheis (convención) del IRA, las dos facciones admitieron su mutuo alejamiento. En una convención posterior, la facción radical (no marxista) eligió a MacStiofain, O'Bradaigh, Daithi O'Conaill, Joe Cahill, Paddy Mulcahy, Leo Martin y Sean Tracey como representantes en un Consejo Militar "Provisional". En aquella época los periódicos empezaron a referirse a ambos grupos como los provos (provisionales) y los oficiales. La línea de demarcación entre ambos la supuso el reconocimiento de los parlamentos británico, irlandés, y norirlandés (los oficiales los reconocieron; los provos se negaron). 
Es difícil determinar qué grupo tenía más fuerza al principio, pues según muchas fuentes había una relación bastante equilibrada entre ambos. El OIRA mantuvo fuertes bases en los distritos Lower Falls y Markets de Belfast, bajo el liderazgo de Billy McMillen, manteniendo asimismo sucursales en Newry, Derry, Strabane, Dublín, Wicklow, así como en otros barrios de Belfast. A pesar de eso, los provos tomaron la iniciativa en el reclutamiento de adeptos, provocando la deserción de militantes del OIRA, por ejemplo los componentes de la sucursal de Strabane.

## El Sinn Féin y la división

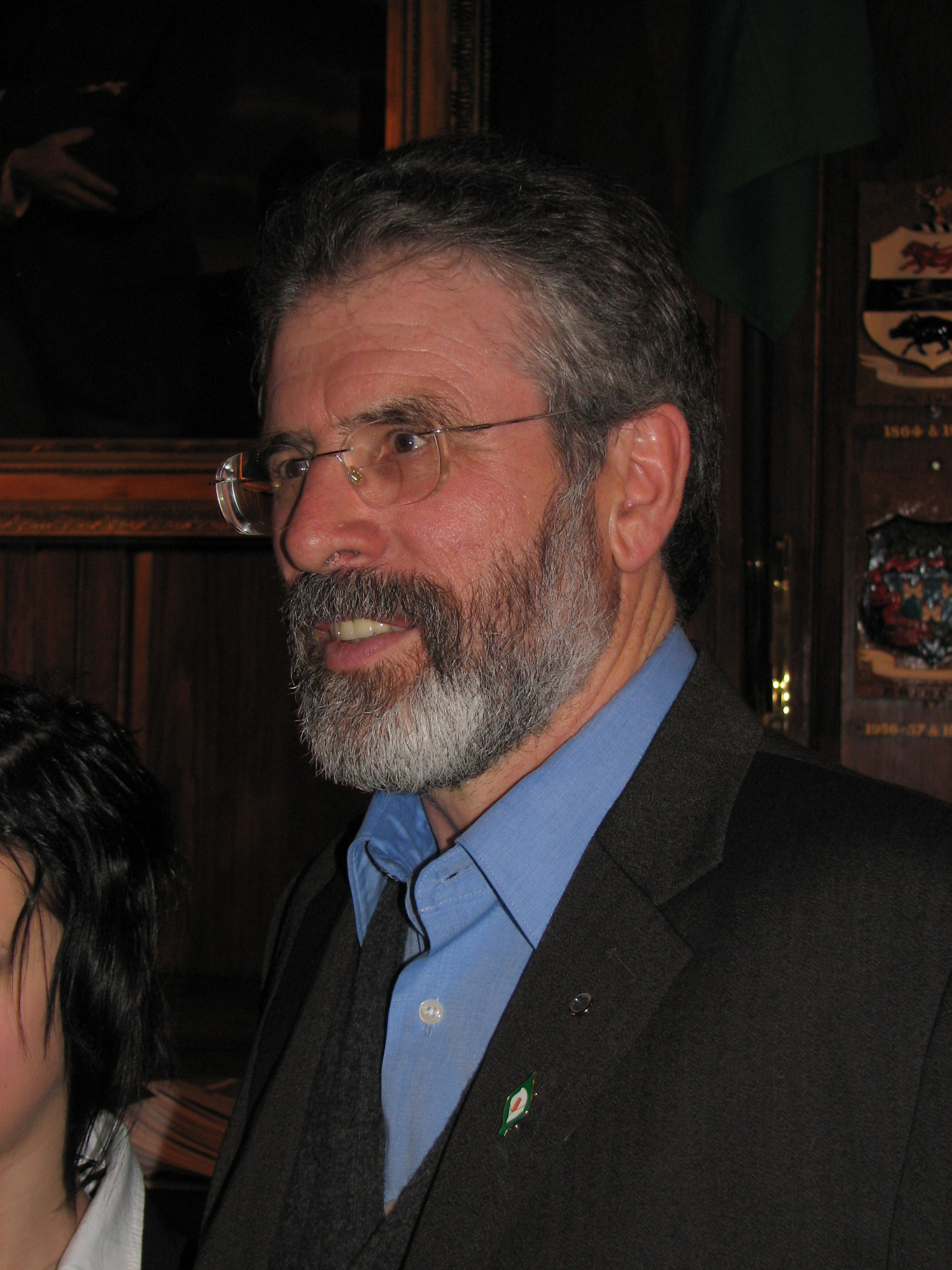
Gerry Adams luciendo una chapa del Easter Lily (lirio de agua), símbolo de los republicanos irlandeses y de sus divisiones.

El partido republicano Sinn Féin sufrió en 1970 un cisma similar. La jefatura del partido eligió ratificar el reconocimiento de los parlamentos en Londres y Dublín, así como el Parlamento de Stormont del propio Úlster. Sin embargo, no lograron alcanzar la mayoría de dos tercios en favor de la resolución necesaria según los estatutos del Sinn Féin para invertir la oposición a "asambleas particionistas". Los oponentes a la resolución abandonaron el partido para formar Sinn Féin Provisional. El resto quedó bajo el mando de Tomás Mac Giolla, tomando el nombre para futuras contiendas electorales de Sinn Féin-Partido de los Trabajadores (más conocido como Sinn Féin Oficial; OSF) alineándose con las tesis de Cathal Goulding. Las instituciones tradicionales del Sinn Féin, como el cuartel general de la Plaza Gardiner, quedaron en las manos del OSF y el OIRA. Durante algunos años OIRA y PIRA mantuvieron sendos apodos según su sede, a saber, Sinn Féin Gardiner Place y Sinn Féin Kevin Street respectivamente. Los provos presentaron candidatos en las sucesivas elecciones además, quedándose con el nombre original de Sinn Féin. Hasta la actualidad el nombre Sinn Féin es identificado generalmente con los herederos de aquella facción provisional. 

### Diferencias entre las bases
Las diferencias se iban agrandando, convirtiéndose en una sima entre el OSF y el PSF. Un conocido ejemplo es descrito en el relato del provo renegado e informante Martin McGartland. Durante una riña entre él y el por entonces líder provo Gerry Adams, McGartland le acusó de estar "hablando como un stick". Se refería a las chapas del lirio de agua usadas por el IRA durante las manifestaciones de conmemoración del Alzamiento de Pascua. Partidarios pertenientes al OIRA/OSF tenían chapas adhesivas (stick-on). Los manifestantes asociados con los provos usaban chapas con alfileres. La costumbre dio a los dos grupos los apodos peyorativos de stickies (OIRA/OSF) y el menos conocido pinhead (PIRA/PSF; cabeza de alfiler, un insulto común en inglés).

## Efectos del alejamiento

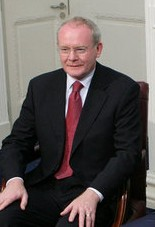
Martin McGuinness, fallecido Viceministro Principal de Irlanda del Norte, fue miembro brevemente del IRA Oficial.

A pesar del hecho que el IRA Oficial rescató muchas instituciones del IRA original, sufrió el éxodo de voluntarios veteranos que marchaban a los Provisionales. Muchos reclutas nuevos no sabían que había dos IRA, y en algunas ocasiones se dio el caso de personas que se alistaron en el IRA "incorrecto". Martin McGuinness, que fue Viceministro Principal de Irlanda del Norte entre 2007 y 2017, se alistó por accidente en el IRA Oficial en 1970. Aunque al principio el OIRA no quería participar en la campaña armada conocida como los Troubles, quedando para los provos la organización de la resistencia armada contra la policía y el ejército. 

### Toque de queda en los Falls
La política no violenta estalló en julio de 1970 cuando las autoridades ordenaron un toque de queda para los distritos de Falls, en Belfast, y en respuesta militantes de ambas facciones del IRA decidieron resistir a los ataques de policías y tropas del Ejército Británico. Un militante del OIRA luego describió la decisión renuente de luchar: "Desde nuestro parecer, no hubiéramos levantor nuestros manos y darles tomar el armamento. No querríamos confrontación, pues no pudimos rendirse." En vez de animar a los dos IRA a unirse, los incidente se vieron seguidos de recriminaciones del OIRA contra los provos por abandonar en la lucha a los oficiales tras provocar peleas con soldados. La confrontación directa entre las dos facciones del IRA llegó en 1970, con enfrentamientos armados, que terminó en una tregua tras el asesinato del comandante provo de la Compañía D de Belfast Charlie Hughes.

## Enlaces soviéticos
Dentro del contexto de la Guerra Fría, se han señalado diversas conexiones entre grupos radicales en países del mundo occidental con el Bloque del Este. En los años 1990 el archivista y desertor del KGB, el mayor Vasili Mitrojin reveló que Cathal Goulding realizó una petición en 1969 a la inteligencia soviética de portátiles y explosivos. En 1972 el OIRA los habría recibido, según Mitrojin.

## Hasta el alto el fuego

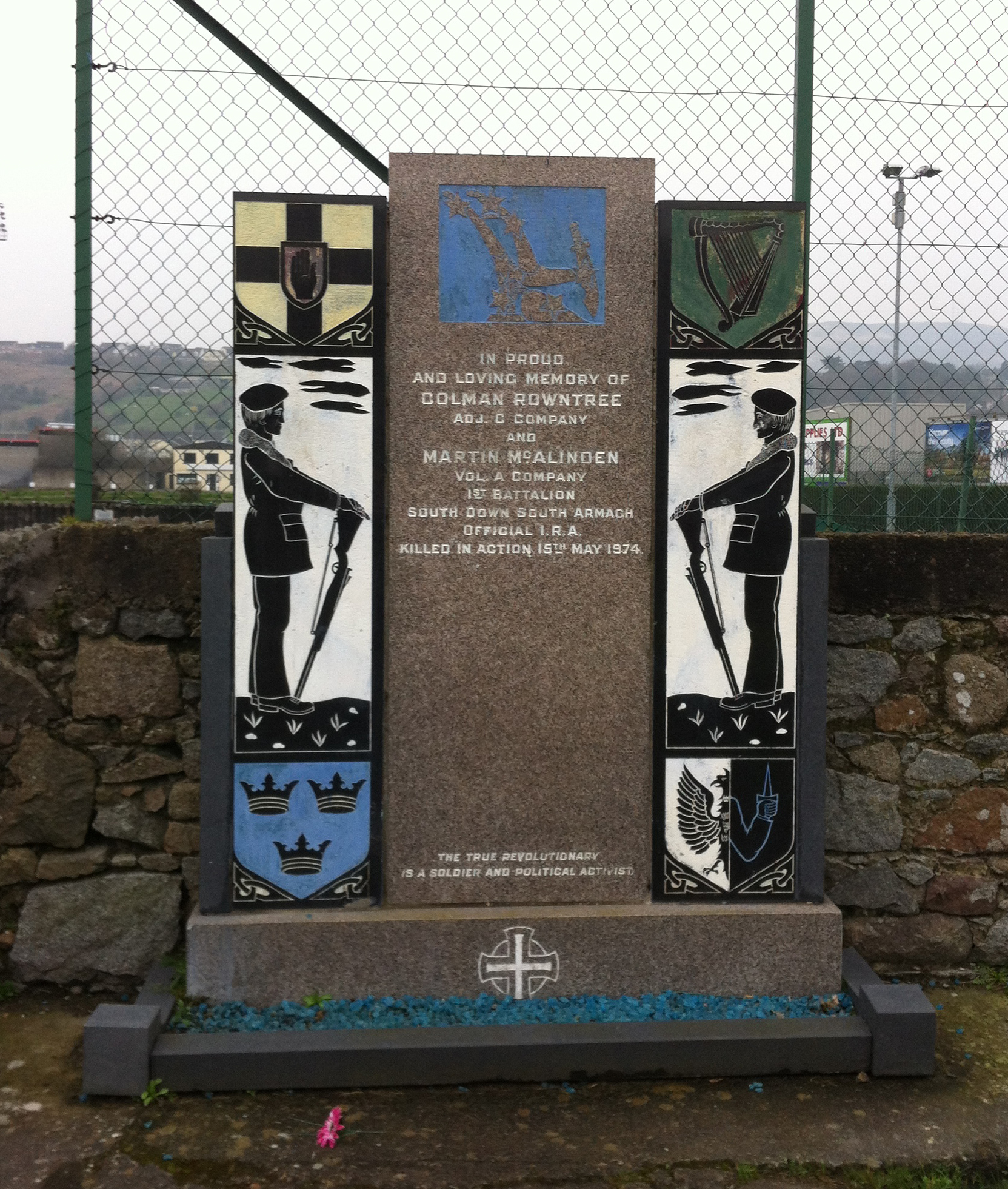
Tumba de activistas del IRA Oficial

En agosto de 1971, tras el comienzo de los internamientos sin juicio, militantes del OIRA empezaron a luchar contra tropas del Ejército Británico que patrullaban para detener sospechosos de vínculos paramilitares. Un ejemplo muy notable fue la resistencia mantenida por la compañía del oficial Joe McCann contra seiscientos soldados que pretendían llevar a cabo un registro en Lower Falls. En diciembre de 1971 el IRA Oficial asesinó a un senador del Partido Unionista del Úlster (UUP). Dicho asesinato fue el primero de un político en la isla desde el del ministro de justicia del Estado Libre de Irlanda Kevin O'Higgins en 1927. 
En febrero de 1972, el OIRA intentó asesinar a un político unionista, John Taylor. Durante el suceso conocido como el Domingo Sangriento, un miembro del OIRA fue acusado de haber disparado a los tropas británicas después de que éstas mataran en los incidentes a 13 manifestantes católicos nacionalistas. Aunque la política del OIRA sobre la lucha armada ya había cambiado desde 1969, tras el Domingo Sangriento el OIRA declaró una «ofensiva» contra las fuerzas del gobierno, aunque no pasó mucho tiempo hasta que anunció un alto el fuego. Dicha decisión vino como consecuencia de la mala imagen que había dado al grupo una serie de ataques contra los británicos, como por ejemplo el bombardeo del cuartel general del Regimiento de Paracaidistas tras el Domingo Sangriento, una acción en la que murieron siete civiles, sin conseguir asesinar a ningún soldado o policía. El OIRA posteriormente perpetró el asesinato de un soldado del Regimiento de Defensa del Úlster, un católico llamado William Best de dieciocho años de edad, residente en Derry. La población católica no toleraba acciones contra sus propios miembros, ni siquiera sobre los católicos que servían en las fuerzas armadas del Reino Unido. 
Goulding, desanimado de la lucha armada en Irlanda del Norte, reconoció su oportunidad de acabar con la campaña del OIRA sólo tras la muerte de varios de sus militantes más radicales, como McCann.

## El IRA Oficial tras el alto el fuego
Desde 1972 el OIRA no realizaba acciones "ofensivas" contra objetivos del gobierno, aunque perpetraba algunos ataques de "contragolpe", matando con ellos siete soldados hasta mediados de 1973. Una tendencia más común se reveló el enfrentamiento y la guerra interna dentro del movimiento republicano. En 1975 el OIRA y el PIRA mantuvieron una serie de tiroteos que acabaron con la muerte de once militantes de ambos bandos. Una amenaza aún más peligrosa fue la deserción en 1974 de una facción radical del OIRA dirigida por Seamus Costello, a la que denominaron INLA. En 1975 OIRA e INLA se enfrentaron para mantener la hegemonía entre los republicanos izquierdistas; en dicho enfrentamiento murieron el propio Costello y el comandante oficialista en Belfast Billy McMillen. La pelea OIRA-INLA fue el último ejemplo en que el IRA Oficial usó abiertamente la fuerza contra otra facción, y desde entonces el movimiento en su totalidad se enfocó más hacia políticas electorales. Sin embargo la estrella oficialista caía en el norte, mientras OIRA y OSF (posteriormente Partido de los Trabajadores) lograron más afiliación en la República de Irlanda que en el propio Úlster.

## Razones para abandonar la lucha armada
El OIRA/OSF fue progresivamente abandonando su actividad armada durante los años 1970, y es acuerdo generalizado que desde 1980 OIRA no mantenía las habilidades y el arsenal de sus propias unidades (no hay muchas estadísticas ni fuentes fidedignas acerca del grupo). Los oficialistas fueron poco a poco desplazándose hacia un movimiento político de republicanos no violentos de ideas progresistas, y se declararon partidarios del proceso de paz que concluyó con el Acuerdo de Viernes Santo en 1998. Diversos oficialistas posteriormente sirvieron en el gobierno de David Trimble (presidente del Partido Unionista del Úlster). 
Un indicio de la situación enigmática del OIRA desde el alto del fuego de 1974 es el hecho de que el grupo nunca declaró que abandonaba las armas, y ni siquiera fue incluido como uno de los grupos paramilitares (como el propio PIRA o las milicias protestantes UDA) que tuvieron que desarmarse bajo las normas del Acuerdo de Viernes Santo.

## Actividades criminales
El Sinn Féin Oficial y el Partido de Trabajadores de Irlanda (PTI) que le sucedió trataron siempre desde 1974 de reducir al mínimo la visibilidad de su rama militar, con cierto éxito. Pero en los años 1980 la prensa irlandesa comenzó a publicar informaciones acerca del papel de algunos militantes oficialistas en el narcotráfico del Úlster y la República. Ese lado vergonzoso del mundo paramilitar supuso un bochorno público para el liderazgo del PTI. En 1992 tratando de controlar el fenómeno decidieron y resolvieron cancelar la afiliación de miembros al partido de los que hubiera pruebas de que fueran también militantes del OIRA. Pero la resolución no consiguió la necesaria mayoría de dos tercios de la jefatura del partido. El fracaso del esfuerzo por acabar con el poder del OIRA en su movimiento político causó la deserción de seis de los siete miembros del PTI que tenían escaño en la Dáil Éireann (el parlamento de Irlanda) y la formación de Izquierda Democrática. Desde entoncel el PTI quedó como un partido de importancia menor en Irlanda. 

### El caso de Sean Garland
Un suceso más fue la acusación sobre el propio presidente del PTI y militante del OIRA Sean Garland en 2004 por complicidad en la distribución de dólares falsos producidos en Corea del Norte. La publicidad del Caso Garland no tuvo mucho efecto en Irlanda y el Úlster, debido a la débil posición de OIRA y PTI, pero supuso una prueba de que la degeneración del OIRA había llegado hasta los miembros más importantes del movimiento oficialista. Sean Garland es reconocido como el jefe de Estado Mayor del OIRA desde 1998, y presidente de PTI de 2000 a 2008. En todo caso, Garland niega los cargos contra él.

## Nuevos Oficialistas
A finales de los años 1990, personas afiliadas con el OIRA intentaron refundar el grupo bajo el nombre de Movimiento Republicano Oficial (ORM), abogando por las políticas socialistas de los oficialistas de los años 70. ORM no tiene vínculos conocidos con paramilitares.
En julio de 2012 los grupos disidentes más importantes del IRA contrarios a la paz al no haber alcanzado el objetivo principal (que Irlanda del Norte se una a Irlanda del Sur y que toda la Isla de Irlanda sea una única nación sin que tenga nada que ver el Reino Unido) anunciaron que se unían en un solo grupo con el objetivo de volver a hacer diversas acciones con el objetivo de que la causa del IRA no se olvide.
IRA 2012: El nuevo IRA está integrado por Ejército Republicano Irlandés Auténtico (IRA Auténtico) (inglés: Real Irish Republican Army, Real IRA (RIRA/rIRA) o True IRA; en gaélico irlandés: Fíor-IRA) o, según su propia denominación Óglaigh na hÉireann (Voluntarios de Irlanda) (RIRA), una escisión del IRA Provisional (PIRA); la Acción Republicana Contra las Drogas (RAAD), formada por excombatientes del PIRA que iniciaron una batalla contra el narcotráfico, sobre todo en la ciudad de Derry; y por las Facciones Republicanas Independientes, una amalgama de distintos grupos de combatientes católicos.